# Klooster van Jerichow
Het Klooster van Jerichow (Duits Kloster Jerichow) ligt in het ten zuidoosten van Tangermünde gelegen stadje Jerichow, in de deelstaat Saksen-Anhalt niet ver van de Elbe. De op de noordelijke rand van de stad gelegen kerk werd aan Maria en Nicolaas gewijd en behoort tot de oudste bakstenen bouwwerken in Noord-Duitsland. De laatromaanse bouw is grotendeels nog oorspronkelijk en is een halte op de route Straße der Romanik. Het klooster lag vroeger binnen het bisdom Havelberg.
Op grond van de aanwezigheid van een kruisgang zou men veronderstellen dat er sprake is van een klooster. Kerkrechtelijk betrof het echter een premonstratenzer collegiaal stift. Er woonden geen monniken die in afzondering leefden, maar seculiere kanunniken die zich bezighielden met de zielszorg en missie. Desondanks wordt Jerichow meestal als klooster omschreven.

## Geschiedenis
De stichting van het klooster vond in het jaar 1144 plaats door Hartwig van Stade, toen domheer in Magdeburg, later aartsbisschop van Bremen. De locatie voldeed echter niet wegens de storende drukte van de markt en dus werd het klooster verplaatst naar de huidige plek. Hier begon men in de jaren 1149-1172 met de bouw van de kloosterkerk als drieschepige, kruisvormige basiliek en de bouw van de oostelijke vleugels van de clausuur. Een tweede bouwfase ging in 1172 van start met de bouw van een crypte, nevenkoren, de bouw van een winterrefectorium, de vergroting van het kerkschip naar het westen met de bouw van de onderste torenverdiepingen en de uitbreiding van de stiftsgebouwen. De derde en laatste bouwfase tot 1240 betrof de verdere bouw, de kruisgang en een zomerrefectorium. Westgevel en torens worden opgetrokken van 1256 tot 1262, in vroeggotische stijl.
Het klooster werd ingevolge de reformatie in 1552 opgeheven. Na de opheffing van het klooster werden de kloosterkerk, clausuurgebouwen en landerijen over verschillende eigenaars verdeeld. Van 1629 tot 1631 werden de kloostergebouwen weer voor korte tijd bewoond door de premonstratenzers, maar na de plundering tijdens de Dertigjarige Oorlog in 1631 door de Zweedse troepen werd het klooster definitief opgeheven. De kloosterkerk werd in 1684 door keurvorst Frederik Willem I van Brandenburg gerenoveerd en aan een op calvinistische leest geschoeide kerkelijke gemeente overdragen.
Tegen het einde van de Tweede Wereldoorlog werd de westelijke façade tijdens gevechten door Amerikaanse artillerie beschadigd. Een brand in 1946 veroorzaakte nieuwe schade aan het dak van de oostelijke en zuidelijke vleugels. De periode 1955-1960 stond in het teken van het herstel van de schade en de reconstructie van het zuiver romaanse interieur. In 1977 werd in de oostelijke gevel een museum geopend. Vanaf het jaar 2000 werden er een groot aantal renovaties uitgevoerd.
Op 13 december 2004 werd op initiatief van de overheid en kerkelijke organisaties de Stiftung Kloster Jerichow opgericht. De stichting zet zich in voor het onderhoud van de kloostergebouwen en heeft diverse projecten opgezet om het klooster aantrekkelijk te maken voor bezoekers. Zo wordt de mogelijkheid geboden om er te overnachten. Tevens is er een restaurant en kan men in de kloosterwinkel regionale producten en souvenirs kopen.
De hoge waterstand van de Elbe en de dambreuk bij Fischbeck in 2013 leidde in de omstreken van Jerichow tot zeer grote problemen. Dankzij de ligging op iets hoger terrein ontsnapten de kloostergebouwen aan deze ramp.

## Klokken
De kerk bezit twee historische klokken. De kleinere klok stamt uit omstreeks 1300, het inschrift noemt de naam van de gieter.
| Nr. | Naam        | Gietjaar | Gieter       | Doorsnee (mm) | Gewicht (kg) | Nominaal (16tel) |
| --- | ----------- | -------- | ------------ | ------------- | ------------ | ---------------- |
| 1   | Osanna      | 1354     | niet bekend  | 1473/1476     | ~2000        | d1 −9            |
| 2   | Angelusklok | na 1300  | Meister Tamo | 675           | ~250         | g2 −2            |

## Afbeeldingen

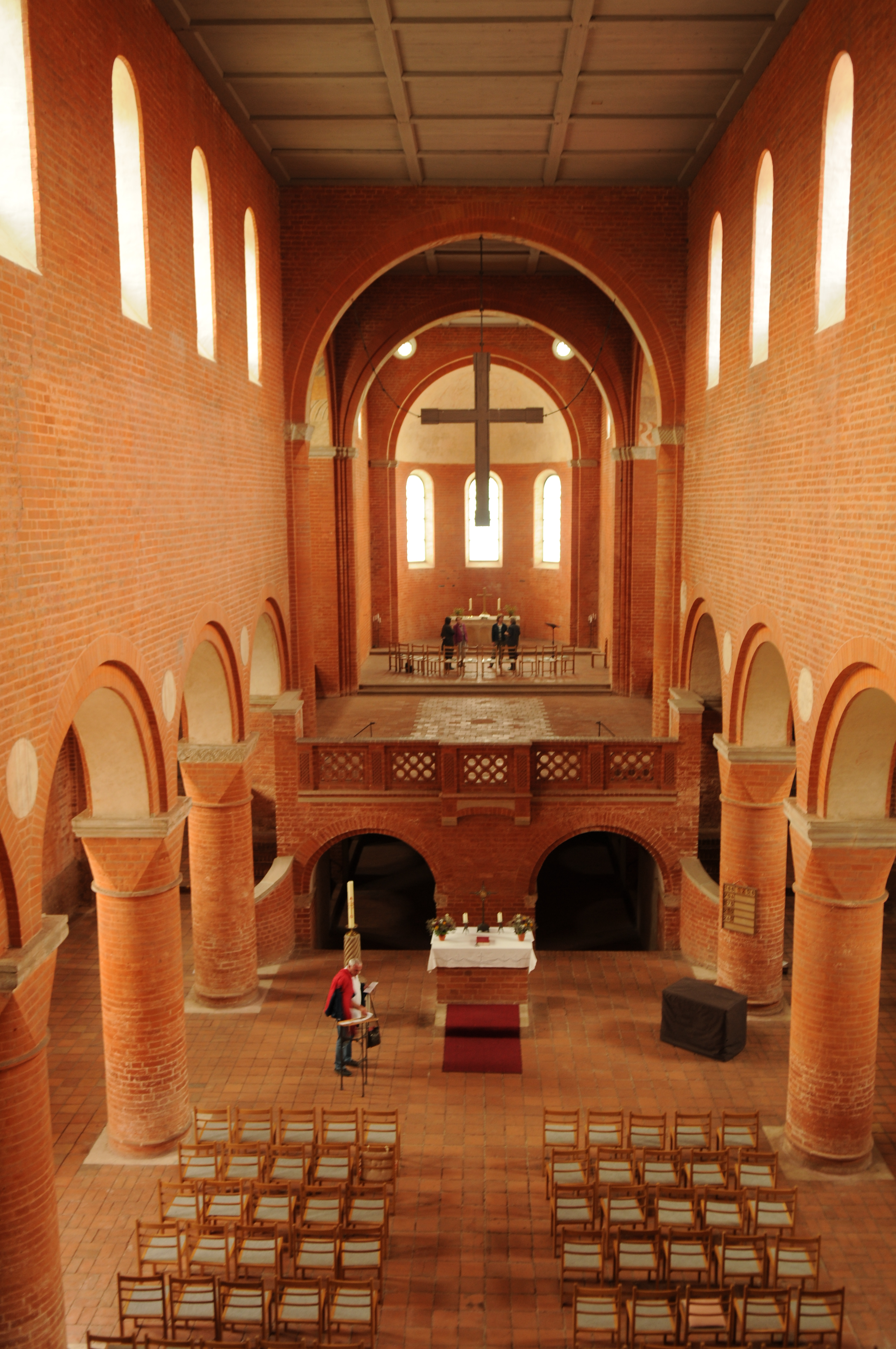
Interieur naar oosten
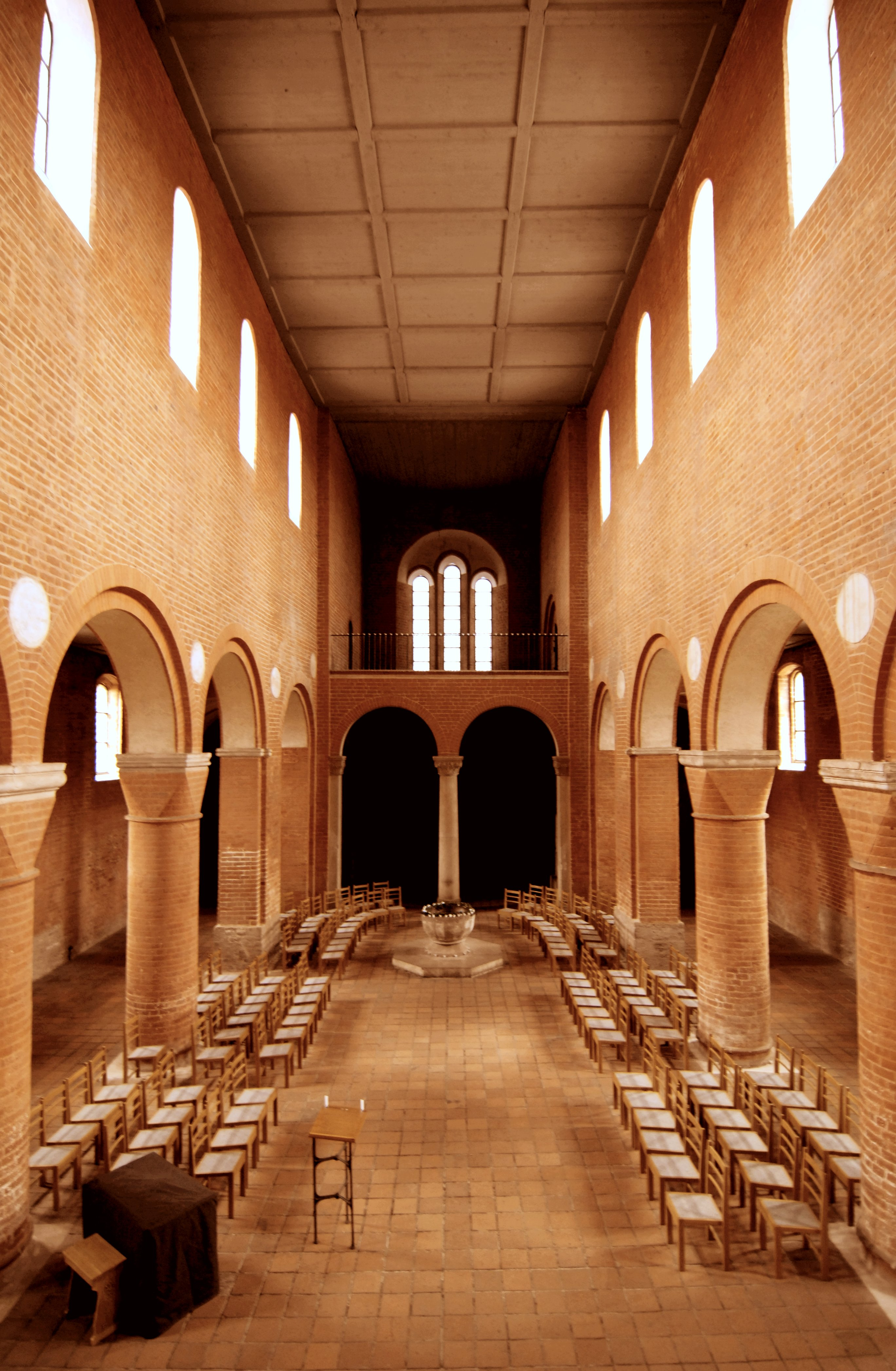
Interieur naar westen
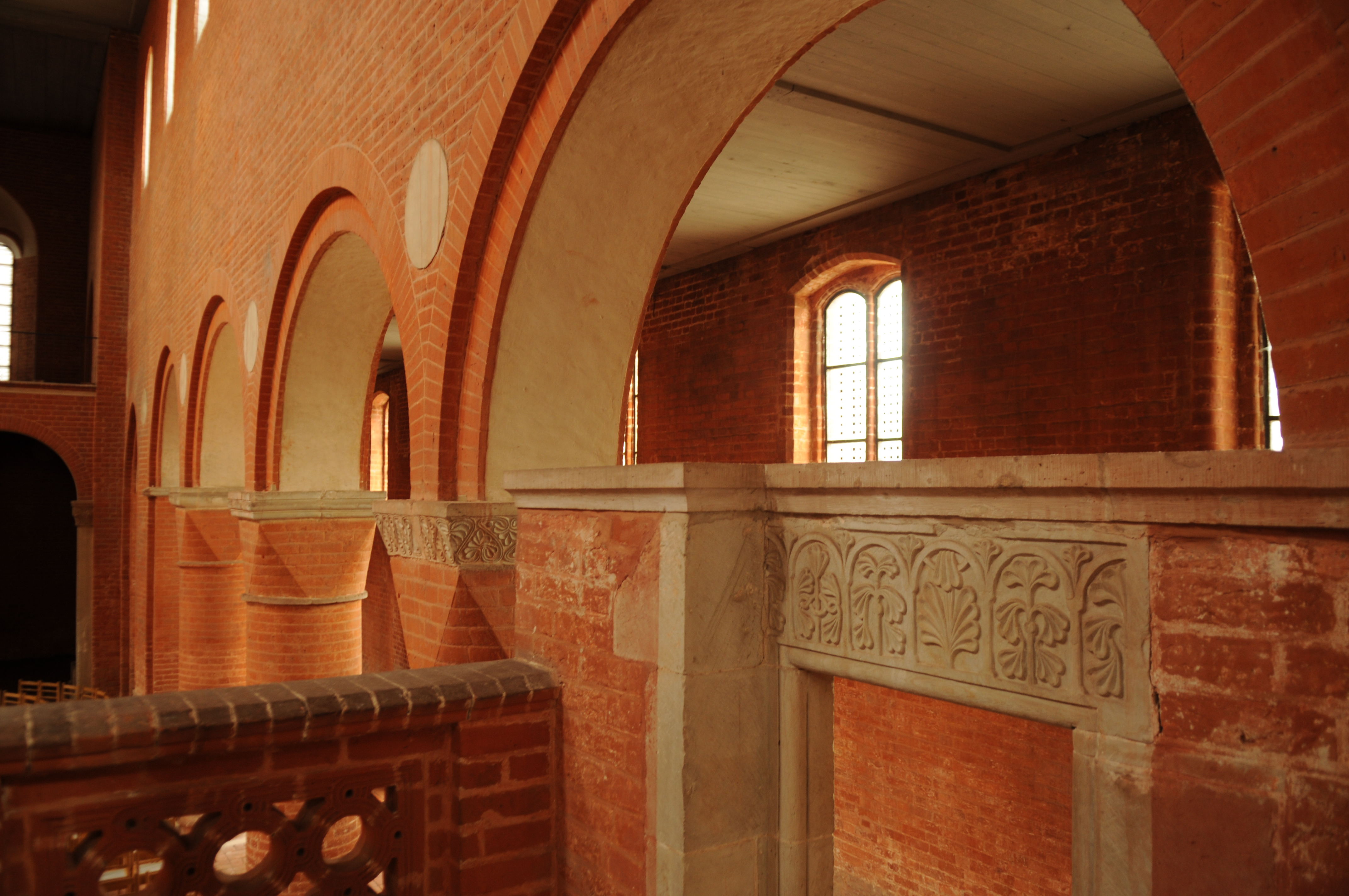
Zijbeuk
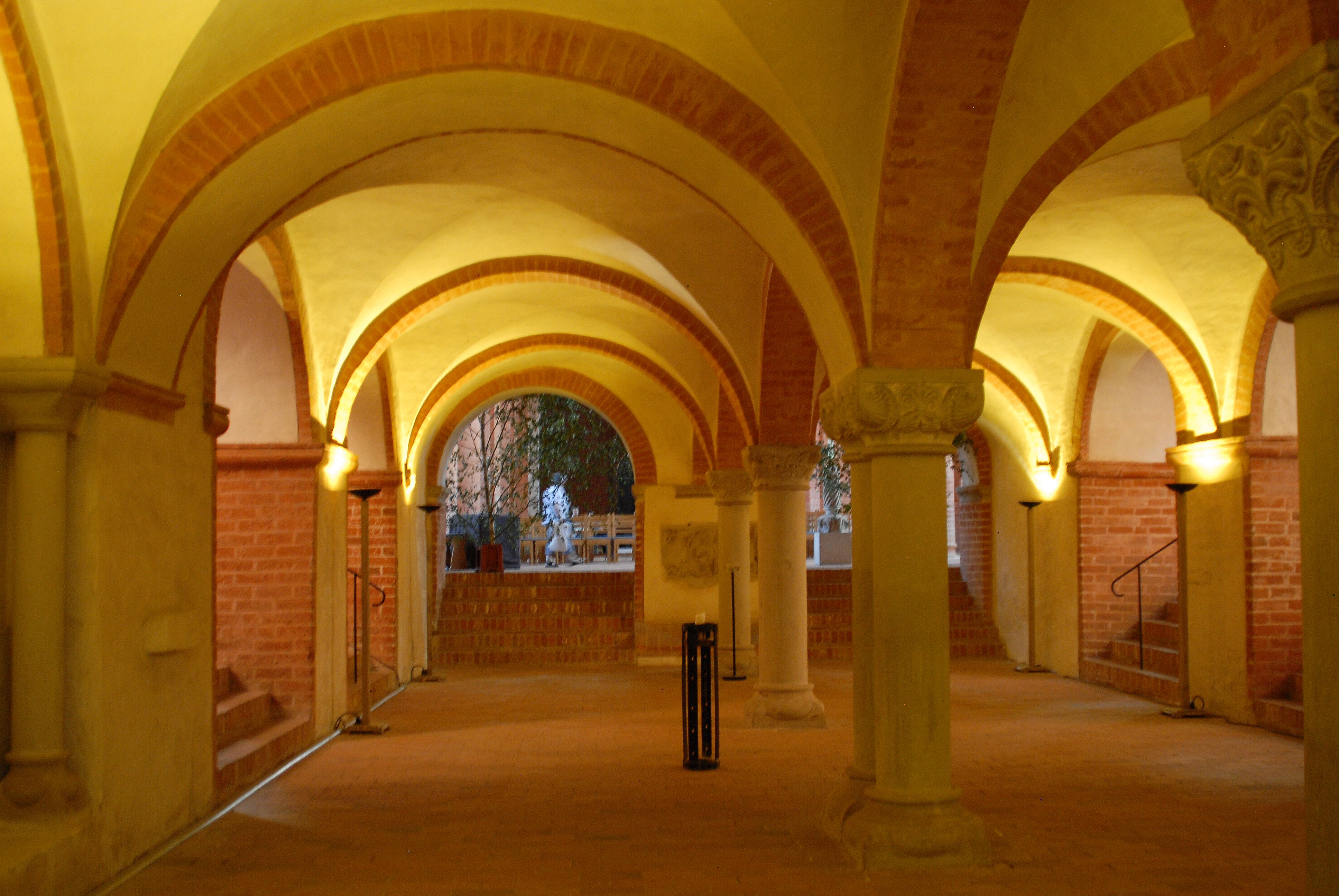
De crypte is hier geen "verborgen" plaats
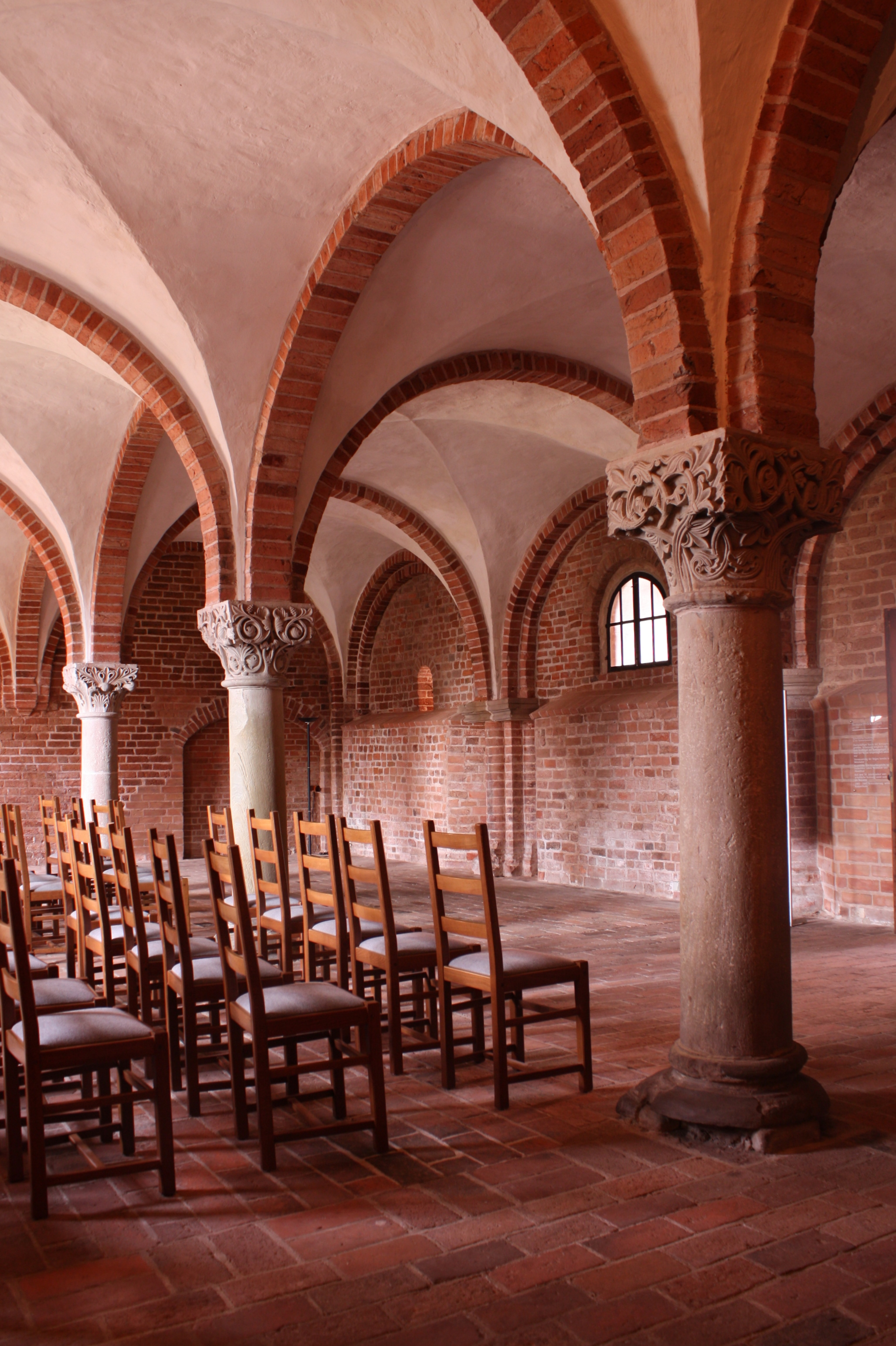
Refectorium
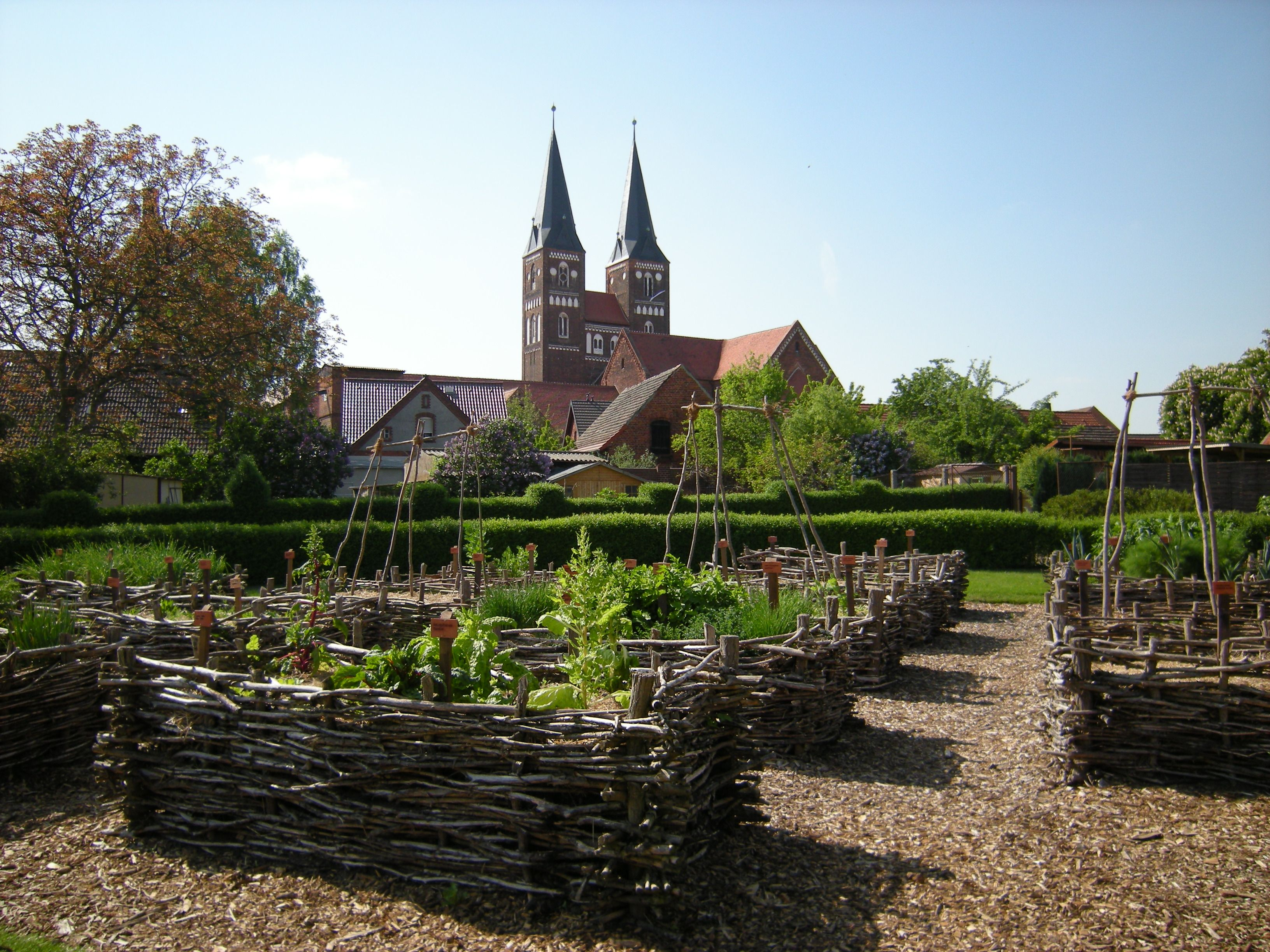
Kloostertuin